# Eurytoma piurae
Eurytoma piurae is een vliesvleugelig insect uit de familie Eurytomidae. De wetenschappelijke naam is voor het eerst geldig gepubliceerd in 1912 door Crawford.